# 百瀬三郎 (音楽教育学者)
百瀬三郎（ももせ さぶろう、1910年1月25日ー1981年9月25日）は、日本の音楽教育学者。
長野県出身。別名・大和三郎。豊島師範学校卒。小学校教師を経て、大東文化大学教授。

## 著書
- 『小学生の輪唱と合唱』新興楽譜出版社 1952
- 『創作指導の実践 学習領域別の基礎資料と展開』音楽之友社, 1966
- 『少年期との対話 小学生の心とからだ』毎日新聞社, 1968
- 『水のワルツ』音楽之友社 1980

### 共著編
- 『こまったなどうしよう』平井信義,留岡よし子共著. 毎日新聞社, 1971
- 『教師のための音楽科教育法 小学校編』編者代表 高陵社書店, 1972
- 『音楽の図鑑』 (小学館の学習図鑑シリーズ) 浜野政雄,山田浅蔵共著. 1964

挿絵
- 住彦次郎作『炎える沙漠』 (少年長編読物シリーズ) 大和三郎 絵. 関西図書出版社, 1948